# Георгий Одинцов
Георгий Федотович Одинцов (1900 – 1972) е съветски маршал от артилерията (1968), професор (1962).

## Биография
Роден е във Воронеж, Руска империя. Участва в Гражданската война. Завършва Краснодарските артилерийски командни курсове (1923), Киевското обединено училище за командири (1927) и Военната артилерийска академия „Ф. Е. Дзержински“ (1934) в Ленинград (преместена в Москва, 1938) и като отличник остава да служи в нея.
От 1939 г. е командир на артилерийски полк в Сибирския и Ленинградския военни окръзи. Участва във Великата отечествена война като командир на Лужката артилерийска група, началник-щаб на артилерията и началник на артилерията на 54-та армия.
От май 1942 до 1945 г. е командващ артилерията на Ленинградския фронт. Участва в отбраната и пробива на блокадата на Ленинград и последвалите настъпателни операции край града.
След войната е командващ на артилерията в Ленинградския военен окръг (1945 – 1947), командващ артилерията на войските в Далечния изток (1947 – 1953). Той е началник на Артилерийската инженерна академия „Ф. Е. Дзержински“ (Военна инженерна академия „Ф. Е. Дзержински“, 1963; днес: Военна академия на Ракетните войски със стратегическо предназначение „Петър Велики“) от 1953 до 1969 г.
През 1968 г. е произведен в звание маршал на артилерията.

## Награди
- 3 ордена „Ленин“
- 4 ордена „Червено знаме“
- орден „Суворов“ 1-ва степен
- орден „Кутузов“ 1-ва степен
- орден „Богдан Хмелницки“ 1-ва степен
- орден „Суворов“ 2-ра степен
- медали